# Shakardokht Jafari
Shakardokht (Shakar) Jafari (en Dari : شکردخت جعفری ), née en 1977 est une physicienne médicale afghane, inventrice et créatrice d'entreprise en Angleterre. Elle a développé une méthode efficace et peu coûteuse afin de mesurer les niveaux de radiation dus à des traitements médicaux.

## Biographie
Shakar Jafari est née à Daykundi en Afghanistan en 1977. Elle et sa famille sont forcées de quitter l'Afghanistan lorsque la guerre éclate et, à l'âge de six ans, elle voyage six mois à travers les montagnes pour rejoindre l'Iran en tant que réfugiée. Quand elle a 14 ans, son père l'informe qu'elle doit épouser son cousin, le mariage ayant été prévu dès sa naissance, et cette solution lui paraissant la plus à même de lui assurer un avenir. Elle réussit à convaincre ses parents et le cousin d'annuler le mariage. Cela lui permet de poursuivre ses études. Elle obtient son baccalauréat universitaire en technologies des rayonnements à l' Université des sciences médicales de Tabriz en 2000. Après son retour en Afghanistan en 2003, Shakar Jafari enseigne à l' Université de médecine de Kaboul et y obtient une maîtrise en physique des rayonnements tout en travaillant à y développer les outils de radiologie. En 2010, elle intègre l'Université de Surrey pour suivre un cursus de maîtrise en physique médicale. En 2015, elle obtient un doctorat en physique médicale. Elle reçoit le prix Faculté pour l'avenir de la Fondation Schlumberger pour sa deuxième année d'études,.

## Recherche et carrière
Shakar Jafari a développé une chaîne de minuscules billes de silice calibrées qui peuvent être utilisées pour mesurer le rayonnement à l'intérieur du corps d'un patient. Elle a démontré que la quantité de rayonnement reçue par chaque bille peut être mesurée à l'aide d'un simple lecteur à thermoluminescence. Les perles de verre coûtent beaucoup moins cher que les dosimètres et résolvent également des défis dosimétriques posés par les techniques de radiothérapie modernes. L'efficacité du dispositif a est validé expérimentalement à l'hôpital Queen Alexandra de Portsmouth. Cette innovation lui a été inspirée par la mort prématurée de son père, atteint d'un cancer et confronté au manque de traitement disponible en Afghanistan,,. En 2016, Jafari est l'une des 15 femmes entrepreneurs à remporter un prix Innovate UK Infocus de 50 000 £,. Elle est la fondatrice et directrice technologique (CTO) de la société TRUEinvivo.  Un brevet pour sa technologie a été accordé en 2019,. Jafari fait partie du programme britannique Sirius pour les entrepreneurs diplômés.
En 2018, Jafari figurait dans le répertoire SPIE des femmes en optique.

## Vie personnelle
Shakardokht Jafari rencontre son mari Ibrahim en 1998 ; ils ont trois enfants. Lors de sa troisième grossesse, elle découvre qu'elle est atteinte d'un cancer du sein, qui est soigné avec succès par chimiothérapie.

## Récompenses
- Prix d'excellence en entrepreneuriat Grant Thornton, 2015
- Programme Sirius 2015 : Prix pour réalisations exceptionnelles
- Prix Grant Thornton de la meilleure entreprise qui change la donne, 2015
- Les femmes dans l'innovation 2016 [16]
- Surrey Business Awards 2018 : Innovation commerciale de l'année
- Guildford Innovation Awards, 2018 : Innovation dans les soins de santé (au titre de TRUEinvivo) [17].

## Publications
Shakardokht Jafari est l'autrice et co-autrice de nombreux articles liés à son innovation, dont :
- (en) S.M. Jafari, D.A. Bradley, C.A. Gouldstone et P.H.G. Sharpe, « Low-cost commercial glass beads as dosimeters in radiotherapy », Radiation Physics and Chemistry, vol. 97,‎ avril 2014, p. 95–101 (DOI 10.1016/j.radphyschem.2013.11.007, lire en ligne, consulté le 2 septembre 2021)
- (en) S.M. Jafari, T.J. Jordan, M. Hussein et D.A. Bradley, « Energy response of glass bead TLDs irradiated with radiation therapy beams », Radiation Physics and Chemistry, vol. 104,‎ novembre 2014, p. 208–211 (DOI 10.1016/j.radphyschem.2014.03.009, lire en ligne, consulté le 2 septembre 2021)
- (en) D.A. Bradley, S.M. Jafari, A.S. Siti Shafiqah et N. Tamcheck, « Latest developments in silica-based thermoluminescence spectrometry and dosimetry », Applied Radiation and Isotopes, vol. 117,‎ novembre 2016, p. 128–134 (DOI 10.1016/j.apradiso.2015.12.034, lire en ligne, consulté le 2 septembre 2021)
- (en) Y.M. Abubakar, M.P. Taggart, A. Alsubaie et A. Alanazi, « Characterisation of an isotopic neutron source: A comparison of conventional neutron detectors and micro-silica glass bead thermoluminescent detectors », Radiation Physics and Chemistry, vol. 140,‎ novembre 2017, p. 497–501 (DOI 10.1016/j.radphyschem.2016.11.015, lire en ligne, consulté le 2 septembre 2021)
- (en) K. Ley, S.M. Jafari, A. Lohstroh et C. Shenton-Taylor, « Thermoluminescent response of beta-irradiated silica beads », Radiation Physics and Chemistry, vol. 154,‎ janvier 2019, p. 32–37 (DOI 10.1016/j.radphyschem.2018.03.015, lire en ligne, consulté le 2 septembre 2021)